# Canton d'Orly
Le canton d'Orly est une circonscription électorale française située dans le département du Val-de-Marne et la région Île-de-France.
À la suite du redécoupage cantonal de 2014, les limites territoriales du canton sont remaniées, et le nombre de communes du canton passe de une à trois.

## Géographie
Le canton d'Orly est situé au Sud-Ouest du Val-de-Marne, et au Sud-Est d'Île-de-France. Celui-ci a une superficie de 16,20 km2 et une population de 51 388 habitants, dont une densité de 3 172 habitants par km2.

## Histoire
Le canton d'Orly, qui comprenait la totalité de la commune d'Orly, a été créé lors de la mise en place du département du Val-de-Marne par le décret du 20 juillet 1967.
Le canton est modifié par le décret du 20 janvier 1976 et contient alors Orly et une partie de Thiais.
Un nouveau découpage territorial du Val-de-Marne entre en vigueur à l'occasion des premières élections départementales suivant le décret du 17 février 2014. Les conseillers départementaux sont, à compter de ces élections, élus au scrutin majoritaire binominal mixte. Les électeurs de chaque canton élisent au Conseil départemental, nouvelle appellation du Conseil général, deux membres de sexe différent, qui se présentent en binôme de candidats. Les conseillers départementaux sont élus pour 6 ans au scrutin binominal majoritaire à deux tours, l'accès au second tour nécessitant 12,5 % des inscrits au 1er tour. En outre la totalité des conseillers départementaux est renouvelée. Ce nouveau mode de scrutin nécessite un redécoupage des cantons dont le nombre est divisé par deux avec arrondi à l'unité impaire supérieure si ce nombre n'est pas entier impair, assorti de conditions de seuils minimaux. Dans le Val-de-Marne, le nombre de cantons passe ainsi de 49 à 25.
Dans ce cadre, le canton d'Orly est conservé et s'agrandit, étant désormais constitué des trois communes d'Ablon-sur-Seine, Orly, Villeneuve-le-Roi.

## Représentation

### Représentation avant 2015
| Période | Période | Identité           | Étiquette                             | Qualité |
| ------- | ------- | ------------------ | ------------------------------------- | --- |
| 1967    | 2001    | Gaston Viens       | PCF (exclu en 1989) puis ADS puis CAP | Ouvrier agricole, chauffeur de camions puis permanent Maire d'Orly (1965 → 2009) Président du Conseil Général du Val-de-Marne (1967 → 1970) |
| 2001    | 2008    | François Philippon | DVG puis SE                           | Enseignant Conseiller municipal d'Orly |
| 2008    | 2015    | Christine Janodet  | ADS                                   | Cadre Maire d'Orly (2009 → ) |

### Représentation depuis 2015
| Période élective | Période élective | Mandat | Mandat   | Identité                              | Nuance | Nuance | Qualité |
| ---------------- | ---------------- | ------ | -------- | ------------------------------------- | ------ | ------ | --- |
| 2015             | 2021             | 2015   | 2021     | Daniel Guérin                         |        | MRC    | Inspecteur général des affaires culturelles Conseiller municipal de Villeneuve-le-Roi Ancien conseiller général du canton de Villeneuve-le-Roi (2008 → 2015) Vice-président du Conseil départemental Président du groupe socialiste jusqu'en 2017 |
| 2015             | 2021             | 2015   | 2021     | Christine Janodet                     |        | DVG    | Cadre Maire d'Orly (2009 → 2023) |
| 2021             | 2028             | 2021   | en cours | Daniel Guérin                         |        | DVG    | Inspecteur général des affaires culturelles Membre de la GRS, non-inscrit |
| 2021             | 2028             | 2021   | 2023     | Christine Janodet (Démissionnaire)    |        | DVG    | Cadre Maire d'Orly (2009 → 2023) |
| 2021             | 2028             | 2023   | en cours | Imène Souid-Ben Cheikh, (Remplaçante) |        | DVG    | Cadre de la fonction publique Maire d'Orly (2023 → ) |

### Résultats détaillés

#### Élections de mars 2015
À l'issue du 1er tour des élections départementales de 2015, deux binômes sont en ballottage : Daniel Guérin et Christine Janodet (DVG, 45,39 %) et Nicole Duru Berrebi et Didier Gonzales (Union de la Droite, 36,33 %). Le taux de participation est de 45,96 % (11 337 votants sur 24 665 inscrits) contre 44,44 % au niveau départemental et 50,17 % au niveau national. Daniel Guérin et Christine Janodet ont été élus conseillers départementaux le 29 mars 2015 en réunissant 5.501 voix, soit 50,3% des suffrages exprimés.
Au second tour, Daniel Guérin et Christine Janodet (DVG) sont élus avec 50,35 % des suffrages exprimés et un taux de participation de 46,63 % (5 501 voix pour 11 501 votants et 24 665 inscrits).
Christine Janodet est membre du groupe Gauche citoyenne - Europe Ecologie Les Verts.
Daniel Guérin a quitté le groupe socialiste (dont il était le président) en novembre 2017. Il siège désormais comme élu sans étiquette au sein de la majorité départementale.

#### Élections de juin 2021
Le premier tour des élections départementales de 2021 est marqué par un très faible taux de participation (33,26 % au niveau national). Dans le canton d'Orly, ce taux de participation est de 29,1 % (7 525 votants sur 25 860 inscrits) contre 29,98 % au niveau départemental. À l'issue de ce premier tour, deux binômes sont en ballottage : Didier Gonzales et Marie-Amélie Martin (Union à droite, 39,5 %) et Daniel Guérin et Christine Janodet (DVG, 38,35 %).
Le second tour des élections est marqué une nouvelle fois par une abstention massive équivalente au premier tour. Les taux de participation sont de 34,36 % au niveau national, 32,99 % dans le département et 33,86 % dans le canton d'Orly. Daniel Guérin et Christine Janodet (DVG) sont élus avec 51,22 % des suffrages exprimés (4 305 voix pour 8 758 votants et 25 868 inscrits),,.

## Composition

### Composition de 1967 à 1976
Le canton comptait une commune.
| Nom              | Code Insee | Codepostal | Superficie (km2) | Population (dernière pop. légale) | Densité (hab./km2) |
| ---------------- | ---------- | ---------- | ---------------- | --------------------------------- | ------------------ |
| Orly (chef-lieu) | 94054      | 94310      | 6,69             | 21 628 (2012)                     | 3 233              |

### Composition de 1976 à 2015
Le canton était constitué, selon la toponymie du décret de 1976, de « la commune d'Orly et la partie de la commune de Thiais délimitée par l'axe des voies ci-après : avenue de Versailles, rue Hélène-Muller, rue du Pavé-de-Grignon, voie de Coulon, rue, de Thiais, avenue de la Paix ».

### Composition depuis 2015
Le canton est désormais constitué de 3 communes entières.
| Nom                          | Code Insee | Intercommunalité         | Superficie (km2) | Population (dernière pop. légale) | Densité (hab./km2) | Modifier                                    |
| ---------------------------- | ---------- | ------------------------ | ---------------- | --------------------------------- | ------------------ | ------------------------------------------- |
| Orly (bureau centralisateur) | 94054      | Métropole du Grand Paris | 6,69             | 24 488 (2022)                     | 3 660              | modifier les données · modifier les données |
| Ablon-sur-Seine              | 94001      | Métropole du Grand Paris | 1,11             | 6 029 (2022)                      | 5 432              | modifier les données · modifier les données |
| Villeneuve-le-Roi            | 94077      | Métropole du Grand Paris | 8,40             | 20 871 (2022)                     | 2 485              | modifier les données · modifier les données |
| Canton d'Orly                | 9415       |                          | 16,20            | 51 388 (2022)                     | 3 172              | modifier les données                        |

## Démographie

### Démographie avant 2015
| 1968   | 1975   | 1982   | 1990   | 1999   | 2006   | 2011   | 2012   |
| ------ | ------ | ------ | ------ | ------ | ------ | ------ | ------ |
| 30 197 | 26 104 | 23 766 | 21 646 | 20 470 | 21 197 | 21 312 | 21 628 |

### Démographie depuis 2015
En 2022, le canton comptait 51 388 habitants, en évolution de +2,4 % par rapport à 2016 (Val-de-Marne : +3 %, France hors Mayotte : +2,11 %).
| 2013   | 2018   | 2022   |
| ------ | ------ | ------ |
| 48 246 | 50 885 | 51 388 |